# D.Settihalli, Hosakote
D.Settihalli là một làng thuộc tehsil Hosakote, huyện Bangalore Rural, bang Karnataka, Ấn Độ.